# Макс Еванс
Макс Еванс (енгл. Max Evans; 12. септембар 1983) професионални је рагбиста и шкотски репрезентативац, који тренутно игра за Олимпик Кастр. Студирао је на Велингтон колеџу, са његовим другаром Хаскелом. Играо је за Глазгов 2007–2011. (63 утакмице, 50 поена), пре него што је прешао у Кастр, за који је до сада одиграо 60 утакмица и постигао 25 поена. Висок је 175 цм, тежак је 88 кг и игра на позицији крила. За репрезентацију Шкотске је дебитовао новембра 2008. против Канаде. Први есеј постигао је 8. фебруара 2009. у мечу купа шест нација против Велса. За репрезентацију Шкотске одиграо је 44 утакмице и постигао 15 поена. Са Кастром је освојио титулу првака Француске 2013.